# El Tepec
El Tepec är en ort i Mexiko.   Den ligger i kommunen Bolaños och delstaten Jalisco, i den centrala delen av landet, 500 km nordväst om huvudstaden Mexico City. El Tepec ligger 889 meter över havet och antalet invånare är 746.
Terrängen runt El Tepec är kuperad åt sydost, men åt nordväst är den bergig. El Tepec ligger nere i en dal. Runt El Tepec är det mycket glesbefolkat, med 7 invånare per kvadratkilometer. Närmaste större samhälle är Bolaños, 1,3 km sydväst om El Tepec. I omgivningarna runt El Tepec växer huvudsakligen savannskog.